# Дар Николаса
«Дар Николаса» (англ. Nicholas' Gift) — американский телевизионный художественный фильм 1998 года выпуска, снятый режиссёром Робертом Марковицом. Главные роли исполнили актёры Джейми Ли Кёртис и Алан Бейтс. Кёртис была номинирована на премию «Эмми». Фильм основан на реальных событиях и повествует о том, что позже получило именование «Эффект Николаса».

## Сюжет
Американская семейная пара с двумя детьми готовится отправиться на каникулы в Италию. Их сын, семилетний Николас Грин, любит представлять себя героем, слушая истории древнегреческой мифологии. По прибытии в Италию, семья посещает римский Колизей, Помпеи и готовится отправиться дальше, через Калабрию к парому в Сицилию. Тем временем, итальянский мальчик Анджело Бьянки с тяжёлым пороком сердца попадает в больницу, где врач сообщает родителям, что спасти его может лишь трансплантация донорского сердца. Но, поскольку чаще всего родственники умерших отказывают в изъятии органов, ожидание пересадки может растянуться на долгие годы.
Арендовав машину, семейство Гринов выезжает ночью 29 сентября на автостраду и движется через Калабрию. Вскоре их догоняет другой автомобиль с вооружённым человеком на пассажирском месте, который требуют немедленной остановки. Глава семейства Гринов принимает решение попытаться оторваться от преследователей. Те стреляют по машине из пистолета, но вскоре отстают. Спустя некоторое время, Грины видят на трассе местную полицию, занятую разбором ДТП, и обращаются к ней за помощью. Мэгги обнаруживает на шее якобы спящего Николаса кровь. Вскоре приходит понимание, что одна из выпущенных пуль попала мальчику в голову. Ребёнка забирают в местную больницу, но, поскольку доктора в ней не в состоянии оказать помощь при подобном ранении, Николаса переправляют в сицилийский госпиталь.
Реджинальд Грин даёт показания в полиции. Вскоре чета Гринов прибывает на Сицилию и отправляется в больницу, куда помещён их сын. Николасу тем временем была проведена операция, но мозг мальчика не подаёт признаков жизни. Врач заявляет, что необходимо подождать некоторое время, а затем провести ряд специализированных тестов. Проведённые тесты показывают отсутствие мозговой активности, что фактически означает смерть мозга. Врач объясняет, что Николаса придется отключить от аппарата жизнеобеспечения, но на это уйдет некоторое время по юридическим причинам. Мэгги и Рэд спрашивают у доктора, могут ли они разрешить изъятие органов сына для последующей трансплантации. Бумаги были подписаны, и вскоре командой трансплантологов проводится операция по изъятию. Выполненные трансплантации помогли спасти жизнь пятерым людям, а ещё двоим, пересаженная роговица вернула зрение.
Поступок иностранцев, которые отдали Италии органы сына, убитого итальянцами, всколыхнул и шокировал общественное сознание. Трансплантация донорских органов в начале 90-х годов в Италии производилась крайне редко, поскольку врачи чаще всего не получали согласие родственников умерших на изъятие органов. Тем не менее, после случая с Николасом Грином, было получено согласие на пересадку несколько сотен органов, а общий консерватизм итальянского общества в этом вопросе сильно пошатнулся. Последствия произошедшего стали именоваться «эффектом Николаса». Именем Николаса Грина было названо множество объектов, как в самой Италии, так и в Соединённых Штатах. Из рук президента Италии Грины получили государственную награду, а их сын стал национальным героем Италии. Спустя некоторое время, Реджинальд и Мэгги встречаются с Анджело (которому было пересажено сердце Николаса) и его родителями.
Через несколько лет Грины прибывают в Италию, чтобы выступить свидетелями на суде над предполагаемым убийцей Николаса. Поскольку стрелок в ночь убийства был в маске, Мэгги, несмотря на переполнявшие её чувства, не смогла погрешить против истины и опознать обвиняемого. За отсутствием прямых улик он был признан невиновным. В мае 1996 года Мэгги Грин родила двойню.

## Актёрский состав
| Актёр                 | Роль                          |
| --------------------- | ----------------------------- |
| Джейми Ли Кёртис      | мать Николаса Мэгги Грин      |
| Алан Бейтс            | отец Николаса Реджинальд Грин |
| Джин Векслер          | Николас Грин                  |
| Хэлли Кейт Айзенберг  | сестра Николаса Элеанора Грин |
| Изабелла Феррари      | доктор Алессандра             |
| Наззарено Константини | реципиент Анджело Бьянки      |

## Выход в прокат
Премьера фильма состоялась 21 апреля 1998 года в Италии, а уже через пять дней картина вышла на телеэкраны США. 19 марта 2002 года состоялась премьера телефильма на DVD.
В 1999 году фильм стал лауреатом премий Святого Христофора и Молодой актёр в номинации Лучший семейный фильм. В 1998 году Джейми Ли Кёртис была номинирована на премию «Эмми» в номинации за лучшую женскую роль в мини-сериале или фильме.
Датский обозреватель Ким Хансен отметил отличную игру Ли Кёртис, но назвал работу сценариста грубой, а стиль повествования в картине жёстким и прямолинейным. Стиль фильма он охарактеризовал как мелодраматичный, а общий посыл картины — вера в невозможное. Норвежский обозреватель назвал картину классическим «слезливым фильмом», но при этом заявил, что фильм содержит все компоненты, необходимые для захвата аудитории. По его мнению, переломным моментом в картине является сцена нападения: так, в первой части зритель видит счастливую пару с двумя детьми и надеждой на светлое будущее, тогда как во второй части преобладает горе и шок несчастных родителей. По мнению критика, визуальный стиль фильма отражает повседневность, а режиссёр Роберт Марковиц заслуживает особой похвалы за то, как мастерски он донёс до зрителя «чувство радости, горя и печали, чувство нереальности и ощущение бессилия». Критик также оценил высокий уровень игры Ли Кёртис, чей образ на экране выглядит реалистичным, близким и понятным зрителям. И хотя дуэт Кёртис и Бейтса весьма удачен, зрителю, по мнению обозревателя, требуется время, чтобы привыкнуть к разным способам выражения актёров: мимика Бейтса значительно более театральна. Также отметил хорошую игру юных актёров и работу актёра Эннио Кольторти, исполнившего роль доктора Сантучи. Тем не менее, обозреватель выразил мнение, что фильм является до крайности проамериканским, изобилующим клише про Италию, и представляющим американцев как «цивилизованных мудрых альтруистов» по сравнению с «отсталыми» итальянцами. Также он отметил, что, поскольку изначально фильм был заявлен в теле-формате, качество изображения на выпущенном спустя годы DVD оказалось весьма посредственным: цвета блеклы и ненасыщены.
Обозреватель New York Times Рик Лиман отметил глубокий символизм некоторых сцен фильма и высказал мнение, что название «Дар Николаса» (вместо более логичного «Эффект Николаса») было выбрано в связи с общим «мелодраматическим подходом» сценариста к материалу.